# C13H8O7
化学式C13H8O7（摩尔质量：276.20 g/mol）可能指：
- 尿石素M5（3,4,8,9,10-五羟基菲内酯），CAS号：91485-02-8
- 1,3,5,6,7-五羟基呫吨酮，PubChem CID：10333643
- 1,2,3,6,8-五羟基呫吨酮，PubChem CID：5479781

|  | 这个同类索引页列出了具有相同分子式的化学物（即同分異構體）条目。 除非您是有意链接至本页，否则应将相应条目的内部链接指向正确的条目。 |